# Ormosia coccinea

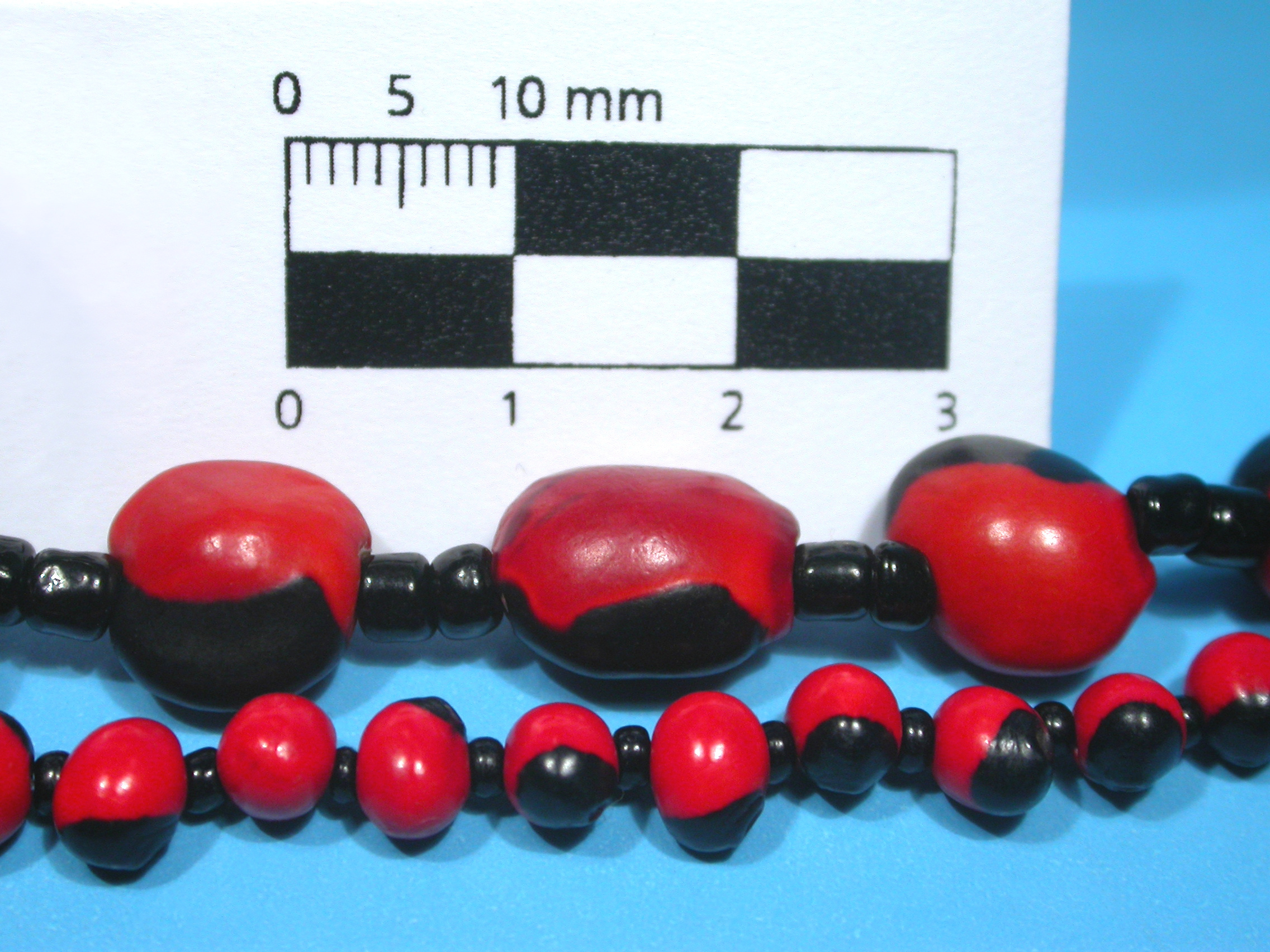
Rot-Schwarze Samen in einer Kette, unten die kleineren der Paternostererbse

Ormosia coccinea ist ein Baum in der Familie der Hülsenfrüchtler in der Unterfamilie der Schmetterlingsblütler. Er kommt im nördlichen Brasilien, in den Guyanas, in Venezuela, Kolumbien bis Mittelamerika und in Bolivien sowie in Peru vor.

## Beschreibung
Ormosia coccinea wächst als meist immergrüner oder halbimmergrüner Baum bis 25–35 Meter hoch. Der Stammdurchmesser erreicht 50–100 Zentimeter. Unten am Stamm sind Wurzelanläufe und Riffelungen vorhanden. Die Borke ist leicht rau und gräulich mit vielen Lentizellen.
Die wechselständigen und gestielten Laubblätter sind unpaarig gefiedert mit 7–11 Blättchen. Die kurz gestielten, ledrigen Blättchen sind ganzrandig und eiförmig bis verkehrt-eiförmig oder elliptisch. An der Spitze sind sie spitz bis bespitzt oder seltener eingebuchtet. Die 10–30 Zentimeter lange Rhachis und die Blatt- und Blättchenstiele sind rostig behaart. Der Blattstiel ist 3–7 Zentimeter, die Blättchenstiele 3–10 Millimeter lang. Die oberseits kahlen Blättchen sind etwa 7–20 Zentimeter lang, unterseits sind sie heller und vor allem auf den Adern etwas rostig behaart. Die Nervatur ist gefiedert und unterseits erhaben. Es sind kleine und abfallende Nebenblätter vorhanden.
Es werden endständige und rispig-traubige, gelb-bräunlich behaarte Blütenstände gebildet. Bei den Blüten sind mehr oder weniger haltbare Trag- und zwei Vorblätter vorhanden. Die gestielten, kleinen Schmetterlingsblüten sind weiß-pupurfarben mit einem bräunlich, rostig behaarten, fünfzähnigen und becherförmigem Kelch. Die 10 Staubblätter sind ungleich lang, 5 kürzer, 5 länger. Der etwas gestielte, längliche Fruchtknoten ist behaart mit einem langen, fast kahlen, gebogenen Griffel mit seitlicher, zweilappiger Narbe.
Es werden kleine, etwas abgeflachte und bespitzte, fast kahle bis etwas behaarte, etwa schräg-rundliche bis längliche, holzige Hülsenfrüchte mit nur ein bis zwei (selten bis vier) Samen gebildet. Bei mehreren Samen sind sie da etwas eingeschnürt. Sie sind etwa 3–6 Zentimeter groß und bräunlich. Die ungewöhnlichen, glatten und etwas abgeflachten, rundlichen bis ellipsoiden Samen sind zweifarbig rot-schwarz und etwa 10–15 Millimeter groß. Sie sind ähnlich wie die Samen der Paternostererbse, aber größer. Die geöffneten Früchte bleiben oft recht lange am Baum und die Samen hängen heraus.
Die Samen gelten als giftig.

## Taxonomie
Die Erstbeschreibung des Basionyms Robinia coccinea erfolgte 1775 durch Jean Baptiste Christophe Fusée Aublet in Hist. Pl. Guiane: 773. Die Umteilung in die Gattung Ormosia zu  Ormosia coccinea erfolgte 1811 durch George Jackson in Trans. Linn. Soc. London 10: 360.
Es werden zwei Varietäten unterschieden:
- Ormosia coccinea var. coccinea
- Ormosia coccinea var. subsimplex (Spruce ex Benth.) Rudd

## Verwendung
Die Samen werden als Schmuck verwendet.
Das Holz, bekannt als Tento oder Barakaro, Baracara, ist recht hart, mittelschwer und moderat beständig.